# 헨젤과 그레텔

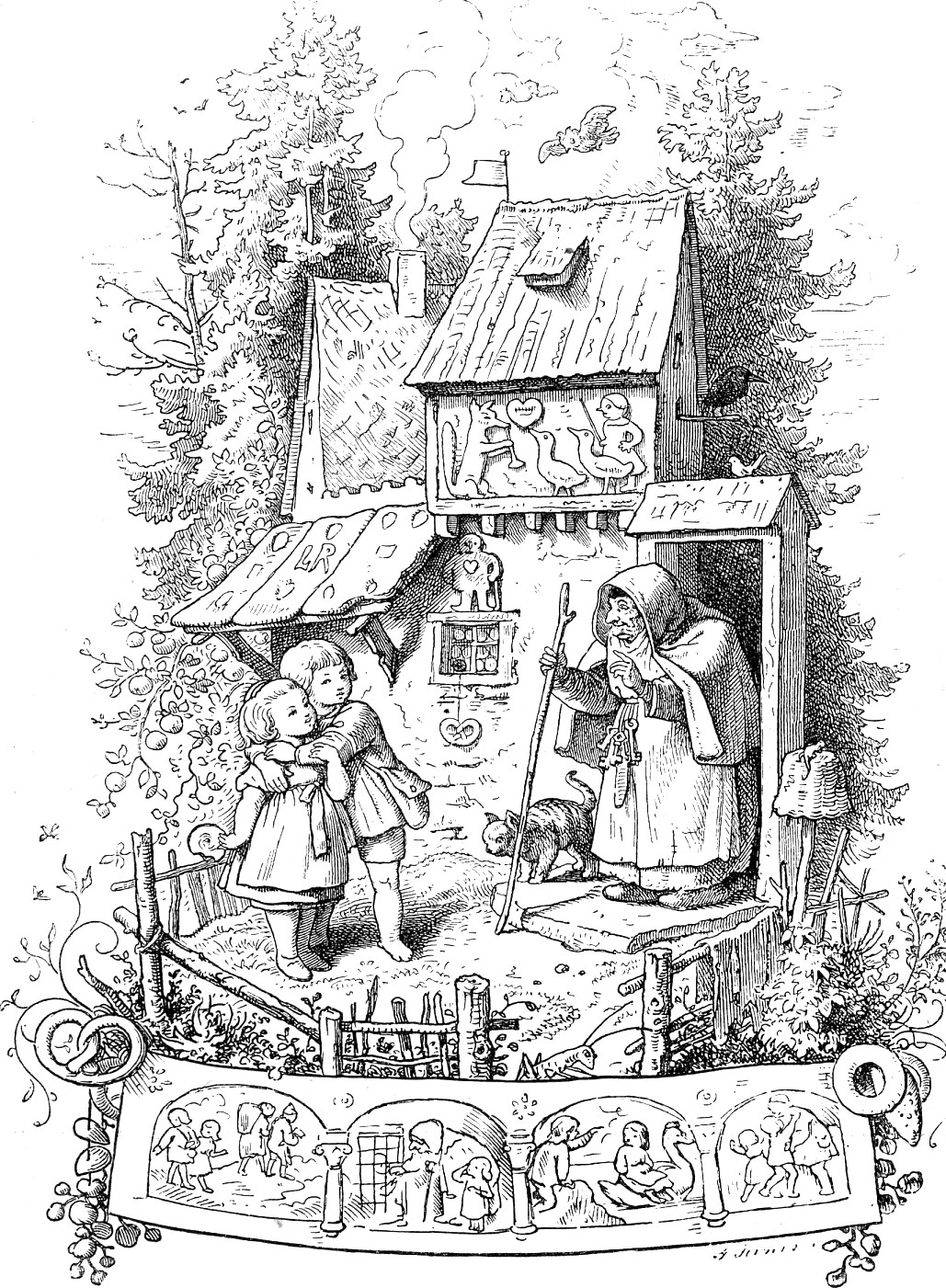
1903년 루트비히 리히터의 그림

《헨젤과 그레텔》(독일어: Hänsel und Gretel 또는 Hänsel und Grethel, 영어: Hansel and Gretel) 또는 한스와 그레텔은 독일의 민화로 그림 형제가 수집한 독일의 동화다. 15세기부터 독일 각지에서 파다하게 퍼진 영아 살해 관련 민담을 모티브로 하여 이야기를 지었다.

## 줄거리
헨젤과 그레텔은 남매지간으로, 가난한 나무꾼의 아이들이다. 가난을 두려워한 계모는 남편에게 아이들을 숲속에 버리라고 종용한다. 남매는 계모의 계획을 듣고 집으로 가는 길을 표시하기 위해 하얀 조약돌을 모은다. 그들이 돌아오자 계모는 다시 아이들을 버릴 것을 종용한다. 그때는 헨젤과 그레텔에게 표식을 남길 것이 없었징. 다음 번에는 빵 조각으로 길을 표시하지만, 불행하게도 숲의 동물들이 빵 조각을 먹어버려 헨젤과 그레텔은 그만 길을 잃고 만다.
숲 속에서 길을 잃은 남매는 빵(나중 버전에는 진저브레드)과 설탕 창문으로 만들어진 집을 발견한다. 이 집에 거주하는 노파는 그들을 안으로 초대하고 그들을 위해 축제를 준비한다. 하지만 그녀는 사실 마녀이고, 그 집은 아이들을 꾀기 위해 지은 것인데, 아이들이 살이 찌면 마녀가 잡아 먹었다. 마녀는 오빠 헨젤은 우리에 가두었고 여동생 그레텔은 하녀로 삼는다. 마녀는 헨젤을 끓일 준비를 하는 동안 그레텔에게 올라가서 빵을 굽는 오븐이 준비가 되었는지 확인하라고 한다. 하지만 그레텔은 마녀가 오빠를 구울 생각임을 알아채고 꾀를 내어 마녀를 오븐 속으로 들어가게 하고 재빨리 뒤에서 오븐을 잠근다.
마녀의 집에서 어마어마한 보석들을 가지고 나온 후 집으로 돌아가 양친과 재회하였고, 그들은 본인들이 어리석었음을 깨닫고 아이들과 화해한다. 역시 이로써 모든 근심은 끝나고 그 후로 그들은 오랫동안 행복하게 살았다.

## 시대적 배경
그림 형제의 이 이야기는 작가가 헨젤과 그레텔 설화를 19세기 중산층 고객을 위해 순화한 작품이다. 원작은 중세의 악습을 경고하는 내용으로 되어 있다. 음식이 부족해서 사람들은 늘 배가 고팠기 때문에, 중세에는 영아 살해가 일반적이었다. 이 이야기에서 헨젤과 그레텔은 양육할 수 없었기 때문에 숲 속에 남겼을 것이고 그들은 죽거나 실종되었을 것이다. 또한 초판에서는 친어머니가 등장하고 남매를 숲에 버리는 것도 친어머니인 것으로 알려져 있으나, 이후 아이들의 정서를 고려하여 계모로 수정되었다고 한다.

## 같이 보기
- 그림 동화
- 신데렐라
- 백설공주

## 참고 자료
- 조희정 외, 《대담한 책읽기》 (이가서, 2004)